# Safia mollis
Safia mollis là một loài bướm đêm trong họ Noctuidae.